# Grondwetgevende vergadering
Een grondwetgevende vergadering of constituerende vergadering is een parlement of andere (al dan niet via verkiezingen gekozen) groep mensen dat de bevoegdheid heeft een grondwet op te stellen of te wijzigen. In sommige gevallen neemt de grondwetgevende vergadering ook officieel een grondwet aan. De instelling van een grondwetgevende vergadering wordt veelal beschouwd als een uitdrukking van de grondwetgevende macht van het volk.
In België wordt bijna iedere verkiezing voorafgegaan door een officiële verklaring tot het bijeenroepen van een constituante. Het demissionaire parlement somt dan de grondwetsartikelen op, die door het volgende parlement, een constituante, kunnen worden gewijzigd. Met de opeenvolgende staatshervormingen gebeurt dit steeds.

## Lijst van grondwetgevende vergaderingen
- Constitutional Convention, Verenigde Staten (1787)
- Nationale Grondwetgevende Vergadering, Frankrijk (1789-1791)
- Nationaal Congres, België (1830-1831)
- Nationale Vergadering van Frankfurt, Duitsland (1848-1849)
- Russische Grondwetgevende Vergadering, Rusland (1918)
- Nationale Vergadering van Weimar, Duitsland (1919-1920)
- Constituerende Vergadering, Democratische Republiek Georgië (1919-1921)
- Deutscher Volkskongress, Duitsland (1947-1949)
- Parlementaire Raad, Duitsland (1948-1949)
- Konstituante, Indonesië (1956-1959)
- Spaanse constitutieve legislatuur, Spanje (1977-1979)
- Conventie over de Toekomst van Europa (2002-2003)